# 竹本咲寿太夫
竹本 咲寿太夫（たけもと さきじゅだゆう、1989年〈平成元年〉9月7日 - ）は、日本の文楽の「大夫」（太夫）。「美少年」「イケメン大夫」「美しすぎる文楽大夫」などとマスメディアから呼ばれている。

## 来歴
1989年（平成元年）、重要無形文化財・ユネスコ無形文化遺産である文楽の発祥地「高津」（大阪市中央区）に生まれ、育つ。
「親も普通のサラリーマン」だが伝統芸能・芸術好き一家。このため、幼稚園のころから歌舞伎や文楽、ミュージカル、コンサートを鑑賞し、地元にある国立文楽劇場の親子向け公演で、「『西遊記』とか『瓜子姫とあまんじゃく』とか、小さい子でも見やすい演目がかかることが多く、吉本（新喜劇）と同じような“地元の芸能”として（文楽を）親しんでいた」。
2001年（平成13年）大阪市立高津小学校6年生のとき、総合学習の特別授業「文楽を学ぶ」で大夫（太夫）を演じ、「語り出した時、体育館が文楽の世界になったのを感じて、その快感・高揚感が鮮烈なイメージ」に魅せられる。このとき、人形浄瑠璃の義太夫の語りを教わった講師の豊竹咲甫大夫（現竹本織太夫）との縁で、国立文楽劇場の楽屋に遊びに行くようになり、「文楽好きなら、やってみるか？」と誘われる。2002年12月1日大阪市立南中学校1年生のとき、咲甫大夫の師である豊竹咲太夫に正式に入門。学生服のまま伝統の「『お盆』の儀式を行い、文楽協会の研究生となる。
2003年12月「豊竹咲寿太夫」の太夫名（芸名）を名乗る。同年7月、咲太夫の舞台生活50周年記念公演に出演。2005年（平成17年）7月16日、大阪府立清水谷高等学校1年生のとき、国立文楽劇場で初舞台を踏む。
2024年4月、兄弟子である竹本織太夫の門下となり、姓を竹本に改め「竹本咲寿太夫」を名乗ることが発表された 。

## 人物
テレビで文楽が特集されるたび「イケメン太夫」として紹介される端正な顔立ちだが、運動神経が良いアスリートである。中学のクラブ活動では体操部に所属し、跳馬で大阪府5位に。高校では陸上部に所属し、100メートル競走11秒6の俊足であり、2015年の「（今でも）鉄棒で大車輪ができるし、バク宙（後方宙返り）もできます」。だが、野球は苦手で、文楽の技芸員の大会に参加した折、人間国宝の竹本住大夫の代走となったが、ルールに詳しくないまま三塁まで駆け抜けてしまい、住大夫から「お前は浄瑠璃を覚える前に野球を覚えぇ！」と怒られる
また、イラストレーターや漫画家、コラムニストとしても活躍。桐竹勘十郎と吉田玉女の共著「文楽へようこそ」（2014年、小学館）に挿絵に描いたり、東京新聞ではイラストも描いて連載コラムを執筆したりしている。そのほか、北駒生による漫画「火色の文楽」（徳間書店）では、義太夫文字も披露している。宝塚歌劇団好きで、竹本住大夫から「君、宝塚が好きなんやろ。僕も好きなんや」と話しかけられるほど。
座右の銘は「挑戦、そして前進」。高校の陸上部の旗に書いてある言葉という